# Pseudopallene pacifica
Pseudopallene pacifica là một loài nhện biển trong họ Callipallenidae. Loài này thuộc chi Pseudopallene. Pseudopallene pacifica được miêu tả khoa học năm 1961 bởi Losina-Losinsky.